# القطعه، دیر الزور
القطعه (به عربی: القطعة) یک منطقهٔ مسکونی در سوریه است که در استان دیر الزور واقع شده‌است. القطعه ۸٬۲۵۱ نفر جمعیت دارد.